# Luciano Manara

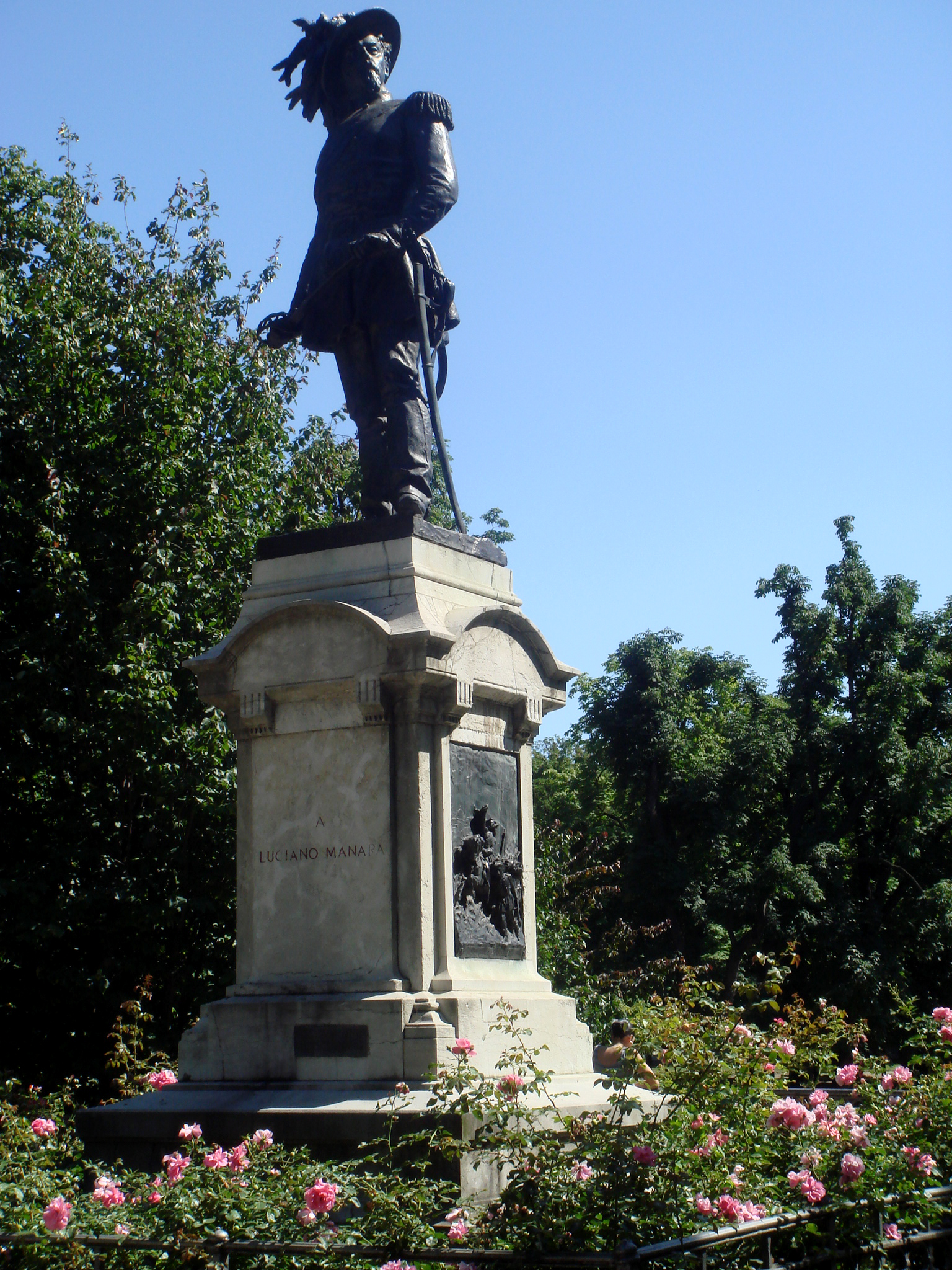
Luciano Manara, Denkmal von Francesco Barzaghi in den Giardini pubblici in Mailand (1894)

Luciano Manara (* 25. März 1825 in Antegnate bei Bergamo; † 30. Juni 1849 in Rom) war ein italienischer Freiheitskämpfer und Soldat.

## Risorgimento
Luciano Manara zeichnete sich 1848 beim fünftägigen Volksaufstand gegen die österreichische Fremdherrschaft in Mailand aus. Dort eroberte er an der Spitze von Aufständischen die Porta Tosa (heute Porta Vittoria). Unmittelbar danach nahm er am ersten italienischen Einigungskrieg teil, in dem der er zunächst einen Freiwilligenverband, dann eine reguläre piemontesische Bersaglieri-Einheit anführte. Anschließend nahm er an der Verteidigung der Römischen Republik teil und wurde Garibaldis Stabschef.
Manara fiel am 30. Juni 1849 beim Kampf gegen französische Truppen in Rom.
Die Beerdigung fand in der Kirche San Lorenzo in Lucina statt, die Predigt hielt Don Ugo Bassi. Der Leichnam blieb einige Zeit in Rom. Die Mutter war nicht in der Lage, von Wien die Erlaubnis zu erhalten, es nach Mailand zurückzubringen. Zusammen mit den sterblichen Überresten von Emilio Morosini und Enrico Dandolo (die in der Villa Corsini gestorben waren) wurde es auf dem Seeweg nach Genua und von dort nach Vezia bei Lugano gebracht, wo es vorübergehend in der Familiengruft der Morosini beigesetzt wurde.
Nach ständigem Drängen und Bitten erteilte der österreichische Kaiser Franz Joseph I. 1853 die Erlaubnis, den Leichnam des Helden in streng privater Form nach Barzanò (wo die Familie eine Villa besaß) zurückzubringen. Erst nach der Einigung Italiens im Jahr 1864 wurde der Familie Manara gestattet, das Familiengrab zu errichten.